# Monfréville
Monfréville ist eine französische Gemeinde mit 96 Einwohnern (Stand 1. Januar 2022) im Département Calvados in der Region Normandie; sie gehört zum Arrondissement Bayeux und zum Kanton Trévières.

## Bevölkerungsentwicklung
| Jahr      | 1962 | 1968 | 1975 | 1982 | 1990 | 1999 | 2007 |
| Einwohner | 175  | 155  | 154  | 135  | 102  | 94   | 104  |

## Sehenswürdigkeiten

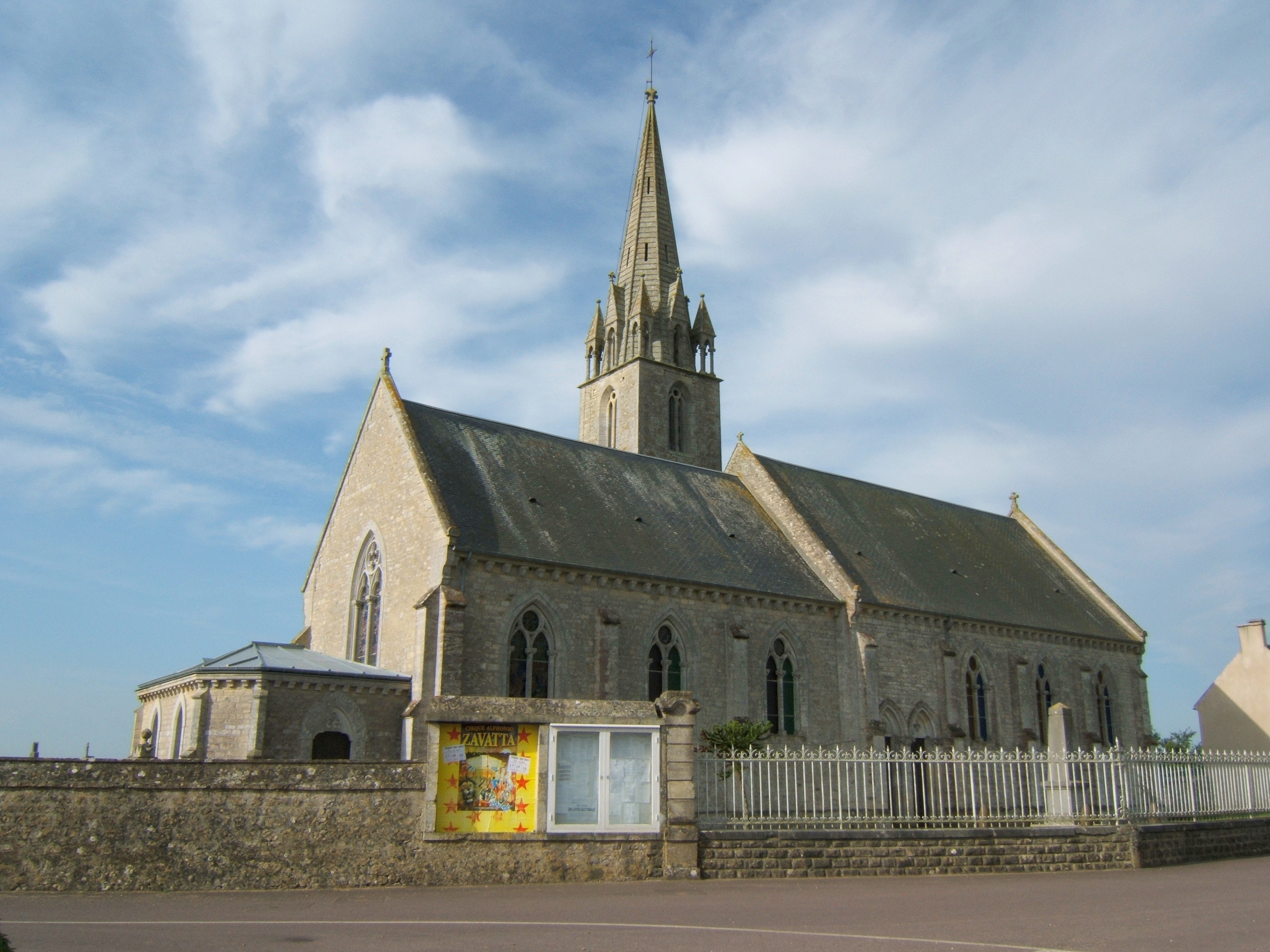
St. Martin

- Château d’If (16. Jahrhundert)
- Kirche St. Martin